# Kaninga Mbambi
Kaninga Mbambi (ur. 6 listopada 1971 w Kinszasie) – koszykarka z Demokratycznej Republiki Konga, olimpijka.
Wraz z reprezentacją narodową wystąpiła na Letnich Igrzyskach Olimpijskich 1996 w Atlancie. Wzięła udział w jednym spotkaniu przeciwko reprezentacji Kuby. Mbambi zdobyła w nim cztery punkty, dokonała także trzech zbiórek, oraz po jednej asyście, faulu, stracie i przechwycie. Jej drużyna uplasowała się na ostatnim 12. miejscu.
Była w składzie drużyny kongijskiej w turnieju kwalifikacyjnym do igrzysk olimpijskich w 1992 roku (zdobyła 35 punktów).